# (6S)-6-Fluorosikimisav
A ( 6S )-6-fluorosikimisav egy antibakteriális szer, amely az aromás bioszintézis útjára hat. Potenciálisan használható a Plasmodium falciparum, a malária kórokozója ellen. A molekula a sikimát útvonal enzimjeit célozza meg. Ez a féle anyagcsere nem fordul elő emlősökben. A PABA előállítását blokkolja.
A molekula használata rezisztenciához vezetett az Escherichia coli baktériumfajban.

## Lásd még
- Sikiminsavak